# Droit groenlandais
Le droit groenlandais est le droit adopté par le Parlement groenlandais dans le cadre de ses compétences propres vis-à-vis du Danemark.

## Sources du droit

### Constitution du Danemark
La Constitution du Danemark est la norme suprême du Royaume du Danemark, c'est-à-dire de ses trois pays constitutifs : le Danemark continental, les îles Féroé et le Groenland.

### Loi sur l'autonomie
La loi sur l'autonomie du Groenland, adoptée le 21 juin 2009, est la norme régissant les compétences des organes exécutif, législatif et judiciaire du Groenland vis-à-vis du Danemark. Elle remplace la loi sur l'autonomie du Groenland de 1979. L'actuelle loi sur l'autonomie est basée sur le Livre blanc no 1497 élaboré par la Commission dano-groenlandaise sur l'autonomie en 2008.

### Législation
Le pouvoir législatif est accordé à l'Inatsisartut.
Les domaines de compétences sont listés aux annexes I et II de la loi sur l'autonomie. Cela inclut : l'administration de la justice (dont la mise en place des juridictions) ; les services de prisons et de probation ; la police ; les domaines liés au droit des entreprises, de la comptabilité et de l'audit ; les activités minières ; l'aviation ; la capacité légale ; le droit de la famille et de succession ; le droit des étrangers et le contrôle des frontières ; l'environnement de travail et la réglementation et supervision financière.
Les domaines restant dans le domaine de compétence du gouvernement central sont la Constitution ; le droit de la nationalité ; la Cour suprême ; la politique étrangère, de défense et de sécurité ; le taux de change et la politique monétaire. En cas d'indépendance, toutefois, ces domaines seraient transférés aux autorités groenlandaises.

## Sources

## Compléments